# مقاطعة تازويل (فيرجينيا)
 مقاطعة تازويل  (بالإنجليزية:  Tazewell County)‏ هي إحدى المقاطعات في ولاية فيرجينيا في الولايات المتحدة الأمريكية.

## أعلام
- ويليام إل. مور
- هنري بوين